# Wadźradhara

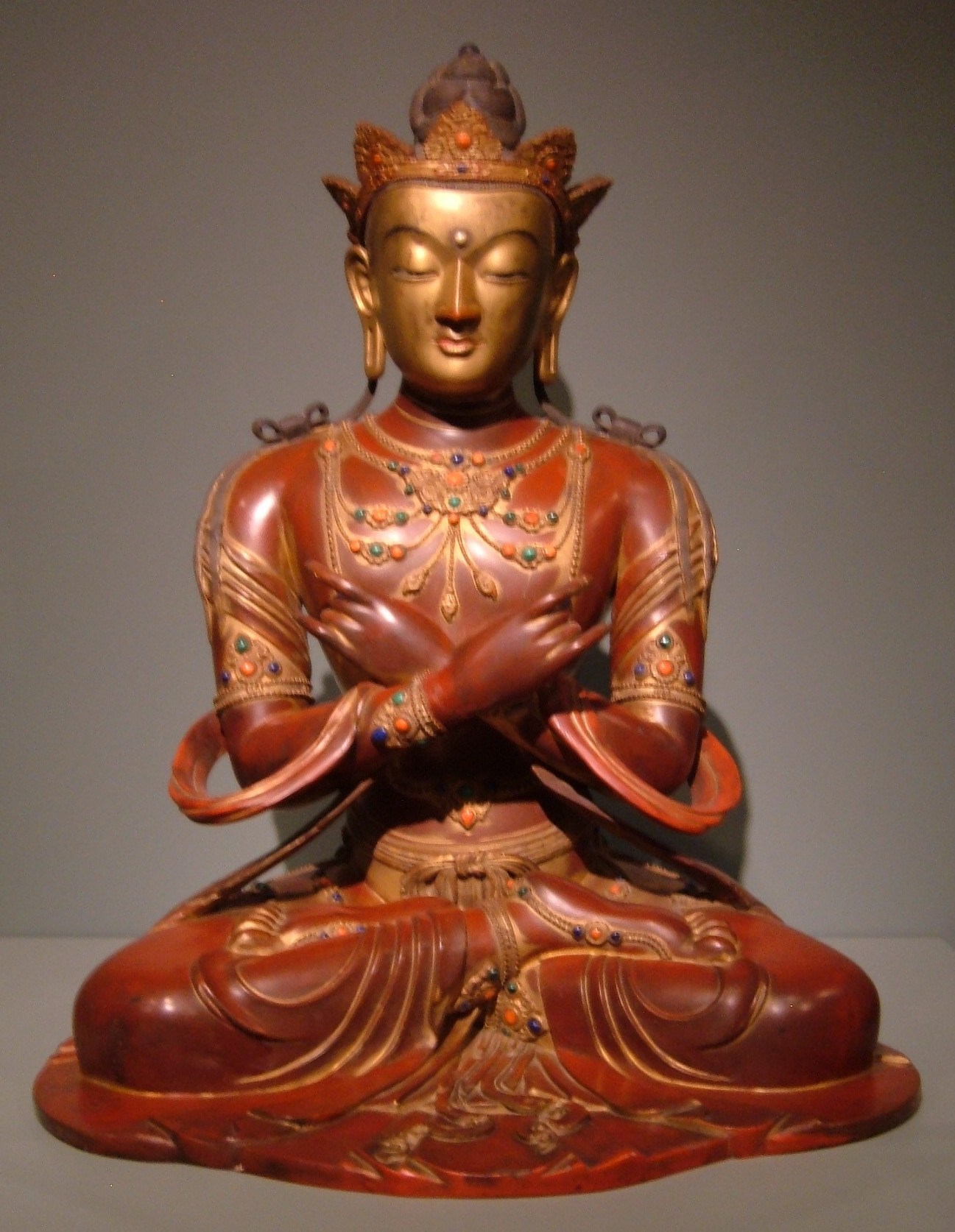
Chiński posążek Wadźradhary

Wadźradhara (sanskryt: Vajradhāra, Język tybetański: rdo rje 'chang (Dordże Czang), język chiński: 執金剛神) – w buddyzmie tybetańskim symboliczna wizualizacja tzw. pierwotnego Buddy (Adi-budda). Nazwa znaczy dosłownie "Trzymający wadżrę" co symbolizuje jego ponaddualistyczną naturę. Z rozdzielenia aspektów Wadźradhary na pierwiastek męski i żeński powstaje para bóstw Samantabhadra i Samantabhadri.
Emanacjami pierwotnego Wadźradhary są tzw. buddowie medytacyjni (Dhyani Buddha): 
- Akszobhja
- Amoghasiddhi
- Amitabha
- Ratnasambhawa
- Wajroczana